# 新現実
『新現実』（しんげんじつ）は大塚英志が責任編集を務める文芸誌・批評誌。キャッチコピーは「見えない戦時下の批評誌」（5号）。2002年7月に創刊され、不定期に5号まで刊行。以後も2008年まで断続的に刊行された。

## 概要

### 第一期
2002年7月に、大塚英志と東浩紀の2人が編集する文芸誌・批評誌として創刊された。誌名は東浩紀の考案による。大塚英志は創刊号の巻末でこの雑誌の創刊の目的として、雑誌の創刊が困難ではないことを実例として示すこと、および若い世代の書き手に機会を与える媒体を作ること、という2つを挙げている。そのことば通り、創刊号では当時アニメーション「ほしのこえ」によって一部で知名度を上げつつあった新海誠が漫画に初挑戦し、講談社ノベルスから新刊を出すことができなくなった佐藤友哉に小説を発表する場を与えている。また、第1回文学フリマの告知も掲載されている。
2号刊行直前は、イラクに対してアメリカが戦争を仕掛けるかどうかといった瀬戸際の時期にあり、『新現実』も2号以降「戦時下」という言葉を強く意識した雑誌作りになっていく。2号の特集は「天皇制への立場」、3号の特集は「いかに戦時下に語るか」である。
創刊時点では佐藤友哉や東浩紀の件も含め、大塚も創刊に関与していた『ファウスト』（講談社）との繋がりが深く、2号では企画書段階で、短編小説の執筆者としてビジュアルノベルのシナリオライターである奈須きのこ、元長柾木、涼元悠一、若手作家の乙一、滝本竜彦、舞城王太郎の名があったが、これらの企画は実現しなかった。
2号巻末では、3号の特集「新しい現実に立ち向かう小説（仮）」が予告され、元長柾木と原田宇陀児の小説の掲載が予告されたが、この特集も実現せず、3号には2人のうち元長柾木の小説のみ掲載された。企画内容とタイミングが『ファウスト』Vol.3（2004年7月刊行）の「新伝綺」特集と重複・競合しており、企画ごとスライドした可能性が高い。また、2004年以降、講談社での大塚英志の刊行物はしばらく途絶えている。
『ファウスト』が売れたことで、若い世代の書き手の執筆場所が確保され、創刊時の文芸誌としての目的が失われたことから、当初予定していた3号までの刊行を2004年4月に終える。刊行元は角川書店であるが、少なくとも第一期では、原稿料は大塚英志の自前でまかなわれていた。
なお、東浩紀は2号から編集を外れ、競合する『ファウスト』への関与を強めた反面、大塚は『ファウスト』創刊号で舞城王太郎を批判した批評文を編集長の太田克史に掲載拒否され、絶縁状態となっていた。しかし、2010年に太田が星海社を設立した頃には和解している。

### 第二期
2004年9月から、第二期として隔月刊で1年間『Comic新現実』が刊行された。『ファウスト』と重複していた小説系の企画は激減。代わりに過去の名作漫画を研究・回顧するような企画記事や、ササキバラ・ゴウや更科修一郎によるアニメ評論やインタビュー記事の比重が上がり、関連して「Comic新現実アーカイブス」として復刻漫画が数冊刊行された。また、2005年にはラジオ関西で「改め！ラジオ新現実」、「それでもラジオ新現実」が放送された。

### 第三期
2007年4月からは第三期として、発行元を太田出版に変更。『新現実』が4号から不定期に刊行されていたが、2008年1月のVol.5以降、刊行を停止している。漫画やアニメ関連の企画も激減し、政治思想系の企画比重が高くなっていた。

### キャッチコピーの変遷
表紙に書かれたキャッチコピーは以下のように変遷している。
- Vol.1 いちばん新しい文学がここにある。
- Vol.2 「新しい現実」を生きる思想誌
- Vol.3 「新しい現実」を生きるための思想誌
- Vol.4 戦時下の批評誌
- Vol.5 見えない戦時下の批評誌

## 刊行リスト
第一期
- Vol.1 - カドカワムック156、角川書店、2002年7月 - ISBN 978-4047213821 - 編集 東浩紀、大塚英志
- Vol.2 - カドカワムック178、角川書店、2003年3月 - ISBN 978-4047213920 - 特集 天皇制への立場
- Vol.3 - カドカワムック199、角川書店、2004年4月 - ISBN 978-4047215115 - 特集 いかに戦時下に語るか

第二期
- Comic新現実 Vol.1 - 角川書店、2004年9月 - ISBN 978-4048537698
  - 特集 かがみあきらとその後の20年　ーSFと美少女が合流した時代ー
- Comic新現実 Vol.2 - 角川書店、2004年11月 - ISBN 978-4048537889
  - 特集1少女まんが家みなもと太郎/　特集2「戦時下」のアニメ/　特集3かがみあきらPART2
- Comic新現実 Vol.3 - 角川書店、2005年2月 - ISBN 978-4048538077
  - 特集1吾妻ひでおの「現在」/　特集2奈良小1女児殺害事件/　特集3「戦時下」のアニメⅡ/　特集4かがみあきらPART3
- Comic新現実 Vol.4 - 角川書店、2005年4月 - ISBN 978-4048538428
  - 特集1白倉由美まんが家以降。/　特集2真説おたくの精神史/　裏特集「やおい」の起源
- Comic新現実 Vol.5 - 角川書店、2005年6月 - ISBN 978-4048538640
  - 特集1まんが家,貞本義行/　特集2少女まんが家,樹村みのり/　特集3「戦時下」のアニメⅢ/　特集4新右翼と護憲を語る/　特集5かがみあきらPART4
- Comic新現実 Vol.6 - 角川書店、2005年8月 - ISBN 978-4048538886
  - 特集1孤高・あすなひろし/　特集2田島昭宇
- Comic新現実 問題外増刊みたいな… - 2005年1月ごろに店頭配布された無料冊子
  - 緊急特集 まんが家・大塚英志/　第2特集 大塚英志自身による大塚英志作品解説
  - 大塚が漫画家時代に描いていたギャグまんが『トマト暗殺団』や、自身の原作まんがの解説などが収録

第三期
- Vol.4 - 太田出版、2007年4月 - ISBN 978-4778310486 - 特集 - 編集 上野俊哉、中塚圭骸、大塚英志
  - 特集1 ジャパニメーションからファシズムへ/　特集2失われた世代のサブカルチャー批評/　特集3「敢へて」語る非武装中立論
- Vol.5 - 太田出版、2008年1月 - ISBN 978-4778311131 - 特集 「公共のことば」は断念すべきなのか

## 「新現実」新人賞
1号と2号に募集要項が掲載され、小説・批評・コミックを募集した。3号では新規の募集要項はなく、選考結果は投稿者各自に通知するとされた。
第三期『新現実』でも小説・批評・研究を募集しているが、「賞」という形はとっていない。

## 連載作品
小説
- 『世界の終わりの終わり』（佐藤友哉、新現実vol.1～3連載、2007年9月単行本化）
- 『しっぽでごめんね』（白倉由美、新現実vol.1～3・Comic新現実vol.1～5連載、2005年11月単行本化）
- 『桂子と。―藤林靖晃小説集』（藤林靖晃、新現実vol.2～3・Comic新現実vol.1～6連載、2005年11月単行本化）
- 『飛鳥井全死は間違えない』（元長柾木、新現実vol.3・Comic新現実vol.1～3連載、2005年7月単行本化）

評論
- 『おたくの花咲く頃』（荷宮和子、Comic新現実vol.1～6連載）
- 『マンガ・イデオロギー』（大澤信亮、Comic新現実vol.1～6連載、未単行本化）
- 『まぼろしのアナーキストたち』（保阪正康、Comic新現実vol.1～6連載、未単行本化）
- 『まんが教育学ノート』（大塚英志、新現実vol.4～5連載、未単行本化）

コミック
- 『オクタゴニアン』（原作：大塚英志、作画：杉浦守、Comic新現実vol.1～6連載）
- 『甲賀忍法帖・改』（原作：山田風太郎、作画：浅田寅ヲ、Comic新現実vol.1～6連載）
- 『獏屋』（群青、Comic新現実vol.1～6連載、未単行本化）
- 『黒鷺死体宅配便』（原作：大塚英志、作画：山崎峰水、Comic新現実vol.1～5連載）
- 『ディエンビエンフー』（西島大介、Comic新現実vol.2～6連載）
- 『八雲百夜』（原作：大塚英志、作画：森美夏、Comic新現実vol.3～6連載、コミックチャージ移籍の際に『八雲百怪』に改題）
- 『うつうつひでお日記』（吾妻ひでお、Comic新現実vol.3～6連載）
- 『地を這う魚』（吾妻ひでお、Comic新現実vol.4～6・新現実vol.4連載）

その他
- 『トーク版 お楽しみはこれもなのじゃ』（みなもと太郎と大塚英志の対談、Comic新現実vol.1～6連載、単行本化の際に『まんが学特講 目からウロコの戦後まんが史』に改題）
- 『自伝 魂の咆哮』（蛭児神建、Comic新現実vol.4～6連載、単行本化の際に『出家日記』に改題）

## 関連作品
Comic新現実アーカイブス
- 『悪魔のようなあいつ (上)』（阿久悠、上村一夫、ニュータイプ100%コミックス―Comic新現実アーカイブス、角川書店、2004年11月発行）
- 『悪魔のようなあいつ (下)』（阿久悠、上村一夫、ニュータイプ100%コミックス―Comic新現実アーカイブス、角川書店、2004年11月発行）
- 『ワインカラー物語―かがみあきら選集』（かがみあきら、ニュータイプ100%コミックス―Comic新現実アーカイブス、角川書店、2004年12月発行）

その他
- 『リアルのゆくえ　―おたく／オタクはどう生きるか』（大塚英志＋東浩紀、講談社現代新書、2008年8月発行） - 新現実vol.1と5の対談が収録されている。
- 『「戦時下」のおたく』（ササキバラ・ゴウ、角川書店、2005年10月発行） - Comic新現実vol.2～5に掲載された評論の総集編アンソロジー。